# Georg Otto Dietrich König
Georg Otto Dietrich König (auch: Georg Otto Diedrich König und Georg Otto König; * 10. Juli 1783 in Langlingen; † 5. Mai 1856 in Schwarmstedt) war ein deutscher evangelischer Geistlicher und Superintendent.

## Leben
Georg Otto Friedrich König gewann nach einem am 4. Juni 1807 ausgelobten Wettbewerb der theologischen Fakultät der Universität Göttingen einen Preis für seine 1809 dann bei Dieterich in Göttingen erschienene Predigt über den ... Unterschied zwischen einem blinden Glauben und einem Glauben ohne zu sehen.
Später wirkte er als Diakon in Gifhorn, bevor er ab 1820 als Pastor in Hainholz bei Hannover arbeitete.
Spätestens ab 1832 wirkte König als Superintendent in Dransfeld. Als solcher veröffentlichte er die Bände seiner in Göttingen bei Vandenhoeck & Ruprecht erschienenen Predigten über sämmtliche Evangelien und Episteln des Kirchenjahres, zum Vorlesen in Kirchen und zu häuslicher Erbauung, die in der Jenaischen allgemeinen Literatur-Zeitung ab Juni desselben Jahres eine Rezension erhielten und im Folgejahr 1833 auch in der Leipziger Literatur-Zeitung besprochen wurden.

## Schriften
- Der Unterschied zwischen einem blinden Glauben und einem Glauben ohne zu sehen. Eine Predigt, welcher von der theologischen Facultät zu Göttingen am 4. Juni 1807 der ausgesetzte Preis zuerkannt wurde, Göttingen: Dieterich, 1809
- Hannövrisches Magazin:
  - Ueber äußere Religiosität, Heft 15 (1814), S. 225–236
  - Auszug aus einer Rede bey der Rückkehr des Landwehr-Bataillon Gifhorn, Heft 21 (1816), S. 311–321
  - Einige Worte über die Moorcolonien bey Gifhorn, Heft 7 (1817), S. 103–108
- Vierteljährige Nachrichten von Kirchen- und Schulsachen
  - Ueber die Entstehung und die Verhandlungen des Predigervereins in der Inspection Gifhorn im Jahre 1819,
    - Heft 1 (1821), S. 2–33
    - Heft 3 (1822), S. 100–120
- Hoffnung des Wiedersehens, Hannover[5]
- Predigten über sämmtliche Evangelien und Episteln des Kirchenjahres, zum Vorlesen in Kirchen und zu häuslicher Erbauung,
  - Band 1, Göttingen: Vandenhoeck & Ruprecht, 1832;
    - Rezension in der Jenaischen allgemeine Literatur-Zeitung, Nummer 190 vom Oktober 1832

  - Band 2, Göttingen: Vandenhoeck & Ruprecht, 1832;